# Théologie biblique
 (novembre 2023).
Si vous disposez d'ouvrages ou d'articles de référence ou si vous connaissez des sites web de qualité traitant du thème abordé ici, merci de compléter l'article en donnant les références utiles à sa vérifiabilité et en les liant à la section « Notes et références ».
La théologie biblique est l'étude des enseignements de la Bible dans ses développements organiques à travers l'histoire biblique, en tant que révélation progressive, avec une clarté croissante dans ses derniers livres, et embryonnaire dans ses premiers livres. Toutefois, cette discipline est analysée selon des acceptions différentes et ses contours restent sujets à des variations.

## Définitions
La notion même de théologie biblique est considérée par les spécialistes dans des directions différentes, ce qui rend ses contours difficiles à cerner. L'expression peut aussi désigner une conception de la révélation propre à certains protestants évangéliques.
Si l'étude des enseignements de la Bible pose l'hypothèse d'une révélation progressive, plus nette dans les derniers livres que dans les plus anciens, selon les principes de la typologie biblique et de ses « préfigurations », la théologie biblique peut être perçue comme une méthode particulière dans le domaine des études bibliques. 
Néanmoins, certains biblistes utilisent également ce terme en référence à un contenu distinct. En ce sens, la théologie biblique se limite à un classement et à une reformulation des données bibliques, dépourvus de l'analyse logique et de la corrélation dialectique entre les textes mis en évidence par la théologie systématique.
En tout état de cause, la finalité de la théologie biblique est de concevoir l'ensemble de la Bible comme une unité théologique. Son principal problème est alors de déterminer  la relation entre l'Ancien et le Nouveau Testament.

## Théologie protestante

### Fondement biblique de la théologie protestante
La théologie protestante se veut tout entière fondée sur la Bible en suivant le précepte du Sola scriptura. Elle n'admet aucune intervention d'une autorité collective dans l'interprétation ou le jugement des textes. Toutefois, la théologie protestante n'est pas une discipline purement interprétative. Dieu, pour la théologie protestante, ne saurait être enfermé dans des énoncés humains, fortement déterminés par leur temps. De même que l'Église réformée se définit comme ecclesia reformata semper reformanda (« église réformée et toujours à réformer »), la théologie protestante croit qu'elle doit s'amender non pas en revenant à une pureté antérieure, mais en allant de l'avant par un processus « prophético-dynamique ».
Il existe au sein du protestantisme des courants prônant le fondamentalisme tandis que d'autres revendiquent une exégèse libérale fondée sur l'analyse historico-critique des textes bibliques.

### Sens particulier chez les évangéliques
Chez les évangéliques, le concept de "théologie biblique" fait référence à une doctrine qui met l'accent sur la nature progressive de la révélation biblique. Le théologien Graeme Goldsworthy explique ainsi la relation entre la théologie biblique et la théologie systématique : "La théologie biblique ne se préoccupe pas d'énoncer les doctrines finales qui constituent le contenu de la foi chrétienne, mais plutôt de décrire le "processus" par lequel la révélation se déroule et va vers le but qui est la révélation finale de Dieu de ses desseins en Jésus-Christ. La théologie biblique cherche à comprendre les relations entre les différentes époques de l'activité révélatrice de Dieu enregistrée dans la Bible. Le théologien systématique s'intéresse surtout à l'article fini - l'énoncé de la doctrine chrétienne. Le théologien biblique, d'autre part, s'intéresse plutôt au développement progressif de la vérité." Le théologien Geerhardus Vos en a été l'un des principaux théoriciens.

### Le Mouvement de la théologique biblique
Entre les années 1940 et le début des années 1960, le Mouvement de la théologie biblique était une approche des études bibliques protestantes qui était populaire aux États-Unis, en particulier parmi les presbytériens, fortement influencé par la néo-orthodoxie, mais cherchant une troisième voie entre la théologie libérale et le fondamentalisme.